# Johan Micoud
Johan Micoud (Cannes, 24. srpnja 1973.) je umirovljeni francuski nogometaš i nacionalni reprezentativac koji je igrao na poziciji polušpice.
Micoud je igrao lijevom nogom te je bio svestran vezni igrač koji je tijekom 16 godina duge karijere nastupao u domovini te Njemačkoj i Italiji.

## Karijera

### Klupska karijera
Micoud je rođen u Cannesu gdje je igrao u omladinskom pogonu AS Cannesa gdje je i započeo seniorsku karijeru nakon što je Zinedine Zidane otišao iz kluba u Girondins Bordeaux. Bio je važan član momčadi koja se 1993. uspjela plasirati u prvu ligu te kvalifikacije za Kup UEFA sljedeće godine.
1996. igrač odlazi u Girondins Bordeaux a u sezoni 1998./99. s klubom osvaja domaće prvenstvo dok je u sezoni 1999./00. s klubom nastupio u drugom dijelu grupne faze Lige prvaka.
Zbog dobrih igara Johan Micoud postaje zanimljiv stranim klubovima tako da 2000. godine prelazi u talijansku Parmu gdje je ostao dvije sezone. Nakon toga prelazi u Werder Bremen gdje je s klubom osvojio dvostruku krunu 2004. (Bundesligu i kup) a te je sezone postigao deset prvenstvenih pogodaka.
U lipnju 2006. igrač se vraća u Francusku gdje se ponovo pridružuje Bordeauxu. Tamo je u svojem prvom prvoligaškom nastupu zabio pobjednički pogodak protiv Lorienta (1:0) a uskoro je postao ključni igrač momčadi koja je 2007. osvojila Liga kup te se sljedeće sezone borila za naslov prvaka. Usprkos dobrim nastupima, tadašnji trener Bordeauxa, Laurent Blanc je 10. svibnja 2008. objavio da Micoudu neće produžiti ugovor. Zbog toga se Micoud igrački umirovio mjesec dana prije svojeg 35. rođendana.

### Reprezentativna karijera
Iako je Micoud učestalo bio pozivan u francusku reprezentaciju, ondje nije mogao osigurati standardnu poziciju, uglavnom zbog Zinedinea Zidanea koji je igrao na njegovom mjestu.
Zbog dobrih igara za Girondins Bordeaux, Johan Micoud je debitirao za Tricolore 17. kolovoza 1999. u prijateljskoj utakmici protiv Sjeverne Irske. Kasnije je uvršten u popis reprezentativaca za EURO 2000. na kojem je Francuska osvojila naslov prvaka dok je Micoud nastupio u jednoj utakmici. Riječ je o utakmici protiv Nizozemske u skupini gdje se obje momčadi nisu opterećivale rezultatom jer su obje već osigurale nastup u sljedećoj fazi natjecanja.
Također, Micoud je bio član reprezentacije koja je 2002. nastupila na Svjetskom prvenstvu u Japanu i Južnoj Koreji. Tamo je imao ključnu ulogu u veznom redu u utakmici protiv Urugvaja koja je ostala zapamćena po razočaravajućih 0:0 te crvenom kartonu Thierryju Henryju.
Bez obzira na igračevu dosljedno visoku razinu nastupa u klupskom nogometu, Micouda su nacionalni izbornici često marginalizirali. Tako ga je Jacques Santini odabrao samo jednom, i to u prijateljskoj utakmici protiv Nizozemske 2004. te nije uvršten u popis reprezentativaca za EURO 2004. unatoč odličnim nastupima za Werder Bremen. Zbog toga se Micoud 2004. povukao iz reprezentacije.

## Osvojeni trofeji

### Klupski trofeji
| Francuska     | Francuska          | Francuska |
| Klub          | Trofej             | Sezona    |
| ------------- | ------------------ | --------- |
| Bordeaux      | Ligue 1            | 1998./99. |
| Italija       |                    |           |
| Parma         | Talijanski kup     | 2001./02. |
| Njemačka      |                    |           |
| Werder Bremen | Bundesliga         | 2003./04. |
| Werder Bremen | Njemački kup       | 2003./04. |
| Francuska     |                    |           |
| Bordeaux      | Francuski Liga kup | 2006./07. |

### Reprezentativni trofeji
| Francuska         | Francuska |
| Trofej            | Godina    |
| ----------------- | --------- |
| Zlato na EP-u 00' | 2000.     |

## Vanjske poveznice
- Johan Micoud (en.Wiki)